# Галатина
Галатина (итал. Galatina) је насеље у Италији у округу Лече, региону Апулија.
Према процени из 2011. у насељу је живело 19569 становника. Насеље се налази на надморској висини од 83 м.

## Становништво
| 1936.  | 1951.  | 1961.  | 1971.  | 1981.  | 1991.  | 2001.  | 2011.  |
| ------ | ------ | ------ | ------ | ------ | ------ | ------ | ------ |
| 20.727 | 23.878 | 24.978 | 27.174 | 27.782 | 29.296 | 28.081 | 27.214 |